# In Time: The Best of R.E.M. 1988–2003
In Time - The Best of R.E.M. 1988-2003 je druhým oficiálním výběrovým albem kapely R.E.M. Album bylo vydáno v roce 2003 a obsahuje nahrávky z alb nahraných u Warner Bros. Records, od Green z roku 1988 až po Reveal z roku 2001, dále dvě nově nahrané písně a jednu píseň z filmového soundtracku. Bad Day bylo napsáno už v roce 1986, v době, kdy byl Bill Berry stále v kapele, ale finální verze byla dokončena až pro album In Time. Animal byla původně napsána pro následující studiové album. Podobně byla píseň All The Right Friends napsána na začátku 80. let a nahrána kapelou až pro film Camerona Crowea Vanilla Sky z roku 2001. The Great Beyond byla vydána v roce 1999 na soundtracku k filmu Miloše Formana Muž na Měsíci a stala se největším hitem R.E.M. ve Velké Británii, kde dosáhla na třetí místo žebříčku.
Album In Time - The Best of R.E.M. 1988-2003 bylo také vydáno ve speciální limitované dvoudiskové edici, která obsahuje rarity a B-strany ze stejného období. Jednodisková edice se umístila na prvním místě britského a na osmém místě amerického žebříčku a získala zlatou desku. Dvoudisková edice se umístila na 16. místě amerického a na 37. místě britského žebříčku.
V roce 2005 byla vydána speciální dvoudisková edice obsahující CD, DVD-Audio se zvukem ve formátu 5.1 a původní, částečně rozšířený, booklet. Do této edice nebyl zahrnut disk s raritami a B-stranami z limitované dvoudiskové edice z roku 2003.

## Seznam skladeb

### Disk 1
1. "Man on the Moon" – 5:14
2. "The Great Beyond" – 5:05
3. "Bad Day" – 4:06
4. "What's the Frequency, Kenneth?" – 4:00
5. "All the Way to Reno (You're Gonna Be a Star)" – 4:44
6. "Losing My Religion" – 4:28
7. "E-Bow the Letter" – 5:24
8. "Orange Crush" – 3:51
9. "Imitation of Life" – 3:57
10. "Daysleeper" – 3:40
11. "Animal" – 4:01
12. "The Sidewinder Sleeps Tonite" – 4:07
13. "Stand" – 3:11
14. "Electrolite" – 4:06
15. "All the Right Friends" – 2:46
16. "Everybody Hurts" – 5:18
17. "At My Most Beautiful" – 3:34
18. "Nightswimming" – 4:18

### Disk 2 (limitovaná edice, rarity a B-strany)
1. "Pop Song 89" (akustická verze) – 2:57
2. "Turn You Inside-Out" - 4:17
3. "Fretless" – 4:50
4. "Chance (Dub)" – 2:34
5. "It's a Free World Baby" – 5:12
6. "Drive" (živě, 19. listopadu 1992) – 4:00
7. "Star Me Kitten" (host William S. Burroughs) – 3:31
8. "Revolution" – 3:05
9. "Leave" (alternativní verze) – 4:42
10. "Why Not Smile" – 3:01
11. "The Lifting" (demo) – 5:20
12. "Beat a Drum" (demo) – 4:27
13. "2JN" – 3:26
14. "The One I Love" (živě, 8. června 2001) – 3:24
15. "Country Feedback" (živě, 19. července 2003) – 6:16

## DVD
Současně s albem bylo vydáno i DVD s názvem In View - The Best of R.E.M. 1988-2003 obsahující videoklipy kapely a další bonusový materiál.

### Videoklipy
1. "Bad Day"
2. "All the Way to Reno (You're Gonna Be a Star)"
3. "Imitation of Life"
4. "The Great Beyond"
5. "At My Most Beautiful"
6. "Daysleeper"
7. "Electrolite"
8. "E-Bow the Letter"
9. "What's the Frequency, Kenneth?"
10. "Nightswimming"
11. "The Sidewinder Sleeps Tonite"
12. "Everybody Hurts"
13. "Man on the Moon"
14. "Losing My Religion"
15. "Stand"
16. "Orange Crush"

### Bonusová videa
1. "Tongue"
2. "How the West Was Won and Where It Got Us"
3. "New Test Leper"
4. "Bittersweet Me"
5. "Lotus"
6. "I'll Take the Rain"

### Živá vystoupení
Nahráno na Trafalgar Square 29. dubna 2001:
1. "Imitation of Life"
2. "Losing My Religion"
3. "Man on the Moon"